# Moenkhausia nigromarginata
Moenkhausia nigromarginata är en fiskart som beskrevs av Costa, 1994. Moenkhausia nigromarginata ingår i släktet Moenkhausia och familjen Characidae. Inga underarter finns listade i Catalogue of Life.